# (6754) Бурденко
(6754) Бурденко (лат. Burdenko) — типичный астероид главного пояса, открыт 28 октября 1976 года советским астрономом Людмилой Журавлёвой в Крымской астрофизической обсерватории и 4 мая 1999 года назван в честь хирурга Николая Бурденко.

## Обнаружение и именование
(6754) Бурденко
Открыт 28 октября 1976 года в Научном Л. В. Журавлёвой.
Назван в память о Николае Ниловиче Бурденко (1876—1946), одном из основоположников нейрохирургии в СССР, а с 1944 года — первом президенте Академии медицинских наук.
Оригинальный текст (англ.)6754 Burdenko
Discovered 1976-10-28 by Zhuravleva, L. V. at Nauchnyj.
Named in memory of Nikolaj Nilovich Burdenko (1876—1946), one of the founders of neurosurgery in the U.S.S.R. and from 1944 the first president of the Academy of Medical Sciences.
Источники: DISCOVERY.DB; M.P.C. 34624.

## Орбита

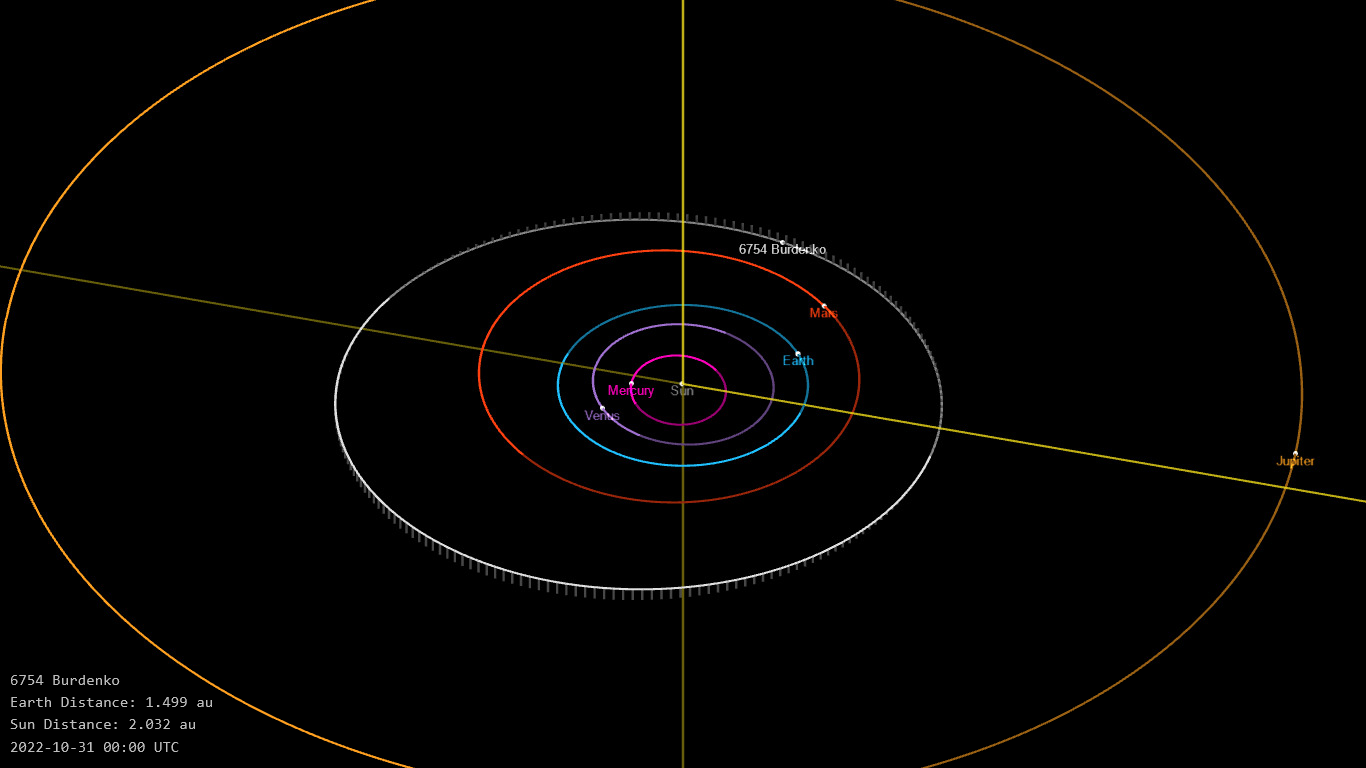
Орбита астероида Бурденко и его положение в Солнечной системе

## Физические характеристики
Из наблюдений телескопа VISTA следует, что астероид относится к таксономическому классу Ad.
По результатам наблюдений в видимом и ближнем инфракрасном диапазоне космического телескопа NEOWISE диаметр астероида оценивается равным 5,097±0,137 км. Согласно тем же источникам альбедо оценивается как 0,1872±0,0195 и 0,187±0,019.